# کانگ لی
کونگ لی (انگلیسی: Cung Le؛ زادهٔ ۲۵ مهٔ ۱۹۷۲) هنرپیشه و رزمی کار رشته‌های ووشو، کیک‌بوکسینگ، جوجیتسو برزیلی و یکی از مبارزان سابق سازمان یو اف سی اهل ویتنام و آمریکا است. او سه بار مدال برنز مسابقات جهانی ووشو ساندا را کسب کرده و در رشته کیک بوکسینگ هم فعالیت داشته؛همچنین یکی از فایتران خبرساز سازمان یواف‌سی بود.
از فیلم‌ها یا برنامه‌های تلویزیونی که وی در آن نقش داشته‌است می‌توان به مردی با مشت‌های آهنین، پاندروم، چشمان اژدها، سگ وحشی، مبارزه و تکن اشاره کرد.